# Arnaud Ferrand
Arnaud Ferrand, né le 20 avril 1849 à Saint-Pierre-de-Mons et mort le 4 février 1907, est un prêtre, enseignant et poète français qualifié de Félibre d'Aquitaine par Frédéric Mistral.

## Cursus
L'abbé Ferrand nait à Saint-Pierre-de-Mons le 20 avril 1849. Il termine ses études au grand séminaire de Bordeaux en 1873 puis enseigne la rhétorique en classe de seconde au petit séminaire de Bordeaux jusqu'en 1883. Âgé de 33 ans, il abandonne l'enseignement et devient curé de la paroisse de Baurech, qu'il ne quittera pas. Son corps repose au cimetière de l'église Saint-Saturnin de Baurech. 
En 1879, Ferrand publie La Rabagassade, un « chef-d'œuvre du genre satirique » selon Charles Camproux, une satire politique virulente et burlesque des républicains qui renversèrent le second empire en 1870, en référence à Rabagas, une pièce de théâtre de Victorien Sardou. Ferrand est qualifié de « Félibre d'Aquitaine » par Frédéric Mistral, qui loue sa « verve endiablée » et le cite plus de 97 fois dans Lou Trésor dóu Félibrige. 
En 1880, l'abbé Ferrand devient mainteneur de la société des Félibres du Midi.
Début 1889, l'abbé Ferrand, est élu membre résidant de l'Académie nationale des sciences, belles-lettres et arts de Bordeaux. Elu secrétaire en 1890, il est également nommé adjoint à la Commission de Linguistique de la fondation La Grange. Dans le cadre de cette Commission, il propose dès 1890, une médaille d'argent pour l'ouvrage de Félix Arnaudin Contes populaires recueillis dans la Grande-Lande, le Born, les Petites-Landes et le Marensin, puis en 1893, propose qu'il soit accordé une somme de 200 francs à M. Jean Ducamin, pour son "Etude grammaticale sur le patois de Lanne-Soubiran". Enfin, il propose en 1895 une médaille d'or pour l'Anthologie populaire de l'Albret de l'abbé Léopold Dardy.
Lorsque Gustave Nadaud publie pour la première fois La Garonne, poème railleur du tempérament gascon, il déclenche une joute poétique, à laquelle prendront part deux affluents : le Ciron, par les vers de Louis Larrue en 1889 puis de Ferrand en 1897, et le Beuve, par les vers de Ali Dutrénit en 1883 puis de Jean-Louis Travoyat en 1898,.
En septembre 1893, l'abbé Ferrand devient membre libre de la Société des Etudes de Comminges. Cet événement est consécutif au récit qu'il fait du poème Un rêve de Gascon sous le cloître de St Bertrand de Comminges - A M. le Président A. Couget.
L'abbé Ferrand décède début février 1907, laissant une œuvre essentiellement poétique particulièrement conséquente d’une centaine de poèmes publiés dont certains sont primés, notamment aux Jeux Floraux. 
Il traduit en vers français, les vers gascons de Antonin Perbosc - notamment L'Arada, en 1906 - et de Prosper Estieu notamment. Il est l'auteur des paroles de six cantiques à la Vierge, mis en musique par E. Legros et dont les partitions sont conservées à la Bibliothèque nationale de France. La Revue illustrée du Tout-Sud-Ouest, en mars 1907, précise en outre qu’il étudiait et peignait les oiseaux.

## Récompenses
- 1883, La Sœur de charité[24] est primé[25] d'un Œillet au concours des Jeux Floraux
- 1884, médaille d'or[26] du concours de poésie de l'académie des sciences et belles lettres de Bordeaux, pour La légende de la Durandal[27]
- 1890, médaille d'argent au concours de poésie de la Société des langues romanes pour La cansoun dou roussinoun, poème également publiée dans La Revue Félibréenne[28], 1888, pp. 108-109

## Nécrologies

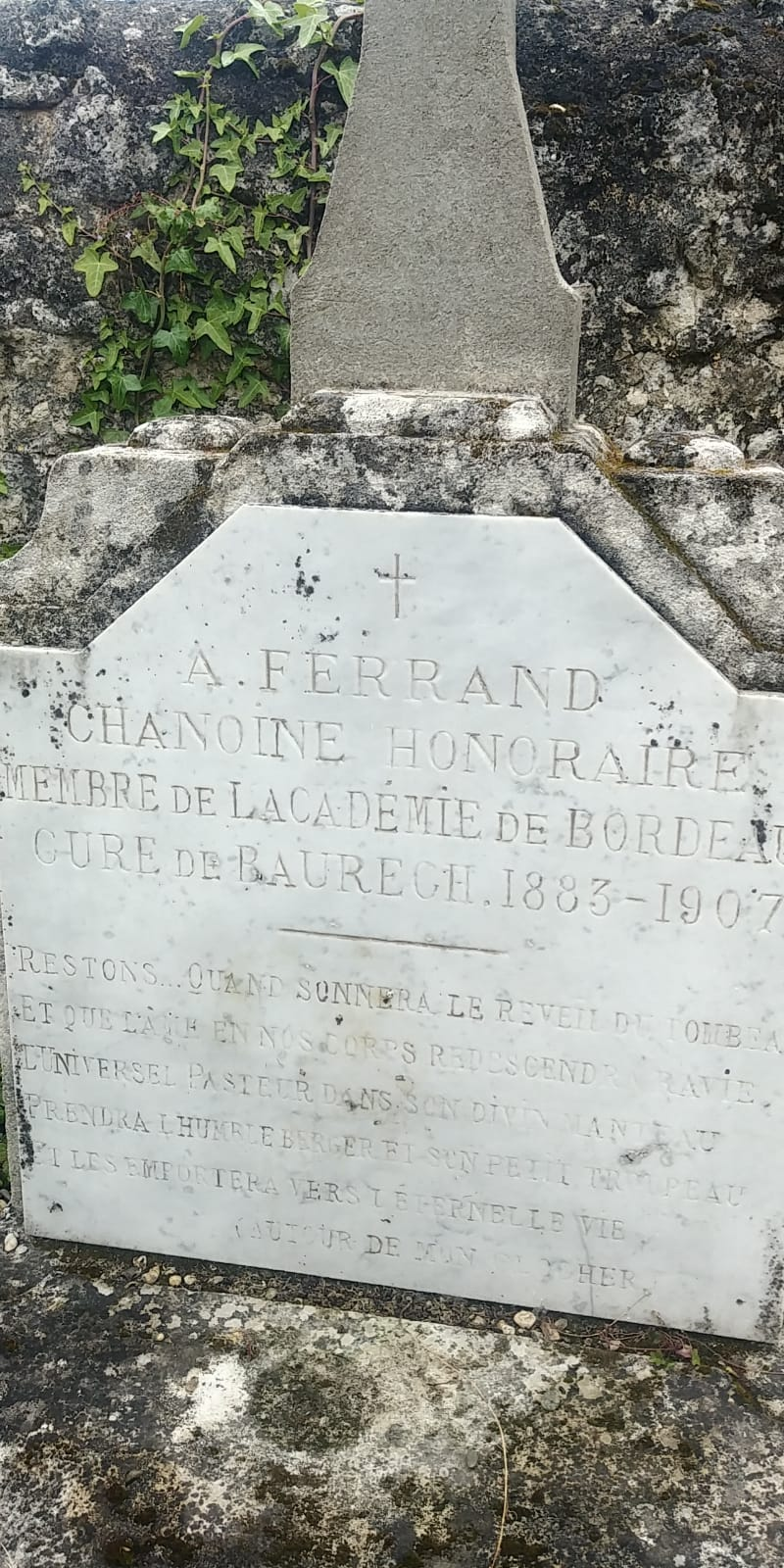
Tombe de l'abbé Arnaud Ferrand à Baurech

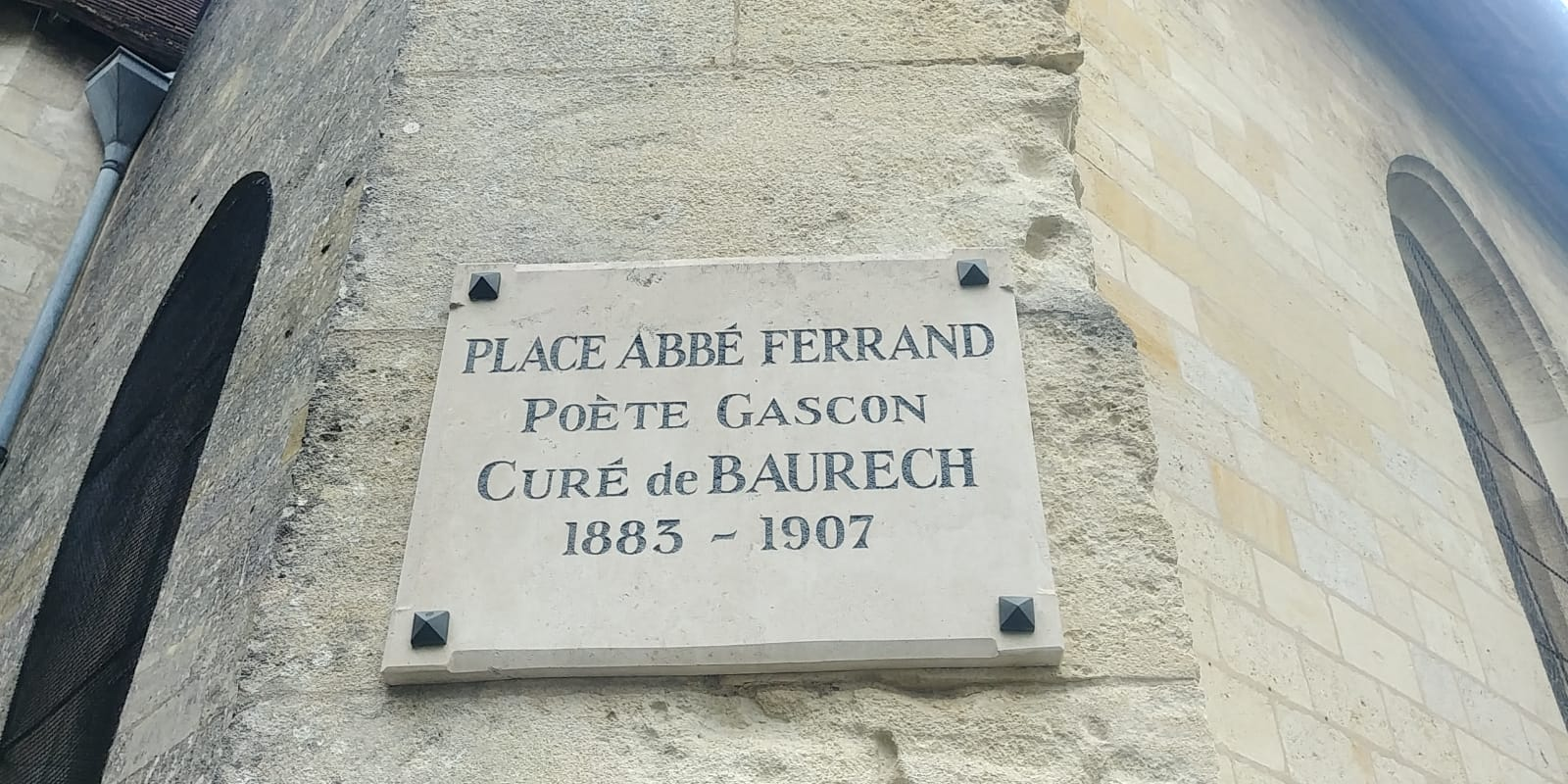
Place abbé Ferrand poète gascon, Baurech

- « Arnaud Ferrand », Tout sud-ouest,‎ mars 1907, p. 85-86 (lire en ligne)
- Henry Monnier, « Discours », Actes de Académie nationale des sciences, belles-lettres et arts de Bordeaux,‎ 1909, p. 44-49 (lire en ligne)
- Chanoine F. Pottier, « Procès-verbal de la séance du 6 février 1907 », Bulletin archéologique et historique de la Société archéologique de Tarn-et-Garonne,‎ 1907, pp. 197-198 (lire en ligne)

## Éléments de bibliographie de l’abbé Ferrand
Les poèmes de l'abbé Ferrand se succèdent en trois périodes. La première est celle d'un triple idéal - foi, patrie, charité - d'abord en réaction à sa blessure républicaine avec La Rabagassade, puis transcendé par l'allégorie, dans Voix de l'idéal. La seconde période est lyrique et épique, avec notamment une série de poèmes autour de l'épopée occitane de Guillaume d'Orange. Les dernières œuvres de l'abbé Ferrand donnent à aimer les terres d'Oc, par des traductions en vers français de poèmes de Prosper Estieu, fondateur de la revue Mont-Segur, et de Antonin Perbosc. L'abbé Ferrand parachève son œuvre poétique par la traduction en vers français de l'Arada de Perbosc. 
- (oc-gascon) Arnaud Ferrand, La Rabagassade, 1879, 320 p. (lire en ligne)
- Arnaud Ferrand, « Frileux », Revue catholique de Bordeaux,‎ 1879, p. 6 (lire en ligne)
- Arnaud Ferrand, « Voix de l'idéal - A M. L'abbé Pesnelle », Revue catholique de Bordeaux,‎ 1885, p. 354-367 (lire en ligne)
- Arnaud Ferrand, « Aveugle et pauvre. Dédié à M. L'abbé Fallières, vicaire général, président du comité de l'œuvre des jeunes filles aveugles de Bordeaux. », Revue catholique de Bordeaux,‎ 1886, p. 451-455 (lire en ligne)
- Arnaud Ferrand, « Les neveux de Guillaume court-nez, à Monsieur Léon Gautier. », La revue catholique de Bordeaux,‎ 1885, p. 739-758 (lire en ligne)
- Arnaud Ferrand, « La visite de Dieu », Revue catholique de Bordeaux,‎ 1887, p. 578-582 (lire en ligne)
- Arnaud Ferrand, « La conversion de Saint-Eloi (légende provençale), traduit de l'Armana Prouvençau 1873 », Revue catholique de Bordeaux,‎ 1888, p. 282-286 (lire en ligne)
- Arnaud Ferrand, « Le confiteor du poète », Revue catholique de Bordeaux,‎ 1889, p. 231-235 (lire en ligne)
- Arnaud Ferrand, « Autour de mon clocher, lettre d’un curé de campagne à son ami M. l’abbé G. Pailhès », Actes de l’Académie des sciences, belles-lettres et arts de Bordeaux,‎ 1889, p. 485-497 (lire en ligne)
- Arnaud Ferrand, « La vraie Garonne par un gascon : réponse à M. Gustave Nadaud, chansonnier et Flamand », Académie nationale des Sciences, Belles-Lettres et Arts de Bordeaux,‎ 1891, p. 323- 328 (lire en ligne)
- Arnaud Ferrand, « Une soirée à Maillane », Revue catholique de Bordeaux,‎ décembre 1891, p. 737 sqq (lire en ligne)
- Arnaud Ferrand, « En face des Pyrénées, impressions d'un Gascon », Revue catholique de Bordeaux,‎ 1892, p. 737-751 (lire en ligne)
- Arnaud Ferrand, « Un rêve de Gascon sous le cloître de St Bertrand de Comminges - A M. le Président A. Couget. », Revue de Comminges,‎ 1892/10/01 (t7)-1892/12/31, p. 187-189 (lire en ligne)
- Arnaud Ferrand, « Le pain de chez nous. », Actes de l’Académie nationale des Sciences, Belles-Lettres et Arts de Bordeaux,‎ séance du 13 décembre 1894. (lire en ligne)
- Arnaud Ferrand, « Un grand prédicateur. Sur Albert Rieux alias Xavier de Fourvières. », Revue catholique de Bordeaux,‎ 10 et 25 mai 1895, pp. 261-274 et pp. 311-321 (lire en ligne)
- Arnaud Ferrand, « Le Ciron raconté par lui-même : poème à M. le chanoine Félix Laprie, Ermite de Ste Germaine », Actes de l’Académie nationale des Sciences, Belles-Lettres et Arts de Bordeaux,‎ 1897, pp. 507-527 (lire en ligne)
- Arnaud Ferrand, Paladins et Gascons : légendes épiques, poèmes, contes sérieux et autres, 1899, 314 p. (lire en ligne)
- Arnaud Ferrand, « A propos de véhicules - A Mme la Vicomtesse de Galard. », Actes de l'Académie nationale des Sciences, Belles-Lettres et Arts de Bordeaux,‎ 1899, pp. 265-272 (lire en ligne)
- Paroles de l’abbé Ferrand, musique de E. Legros, Six Cantiques à la Vierge !, 1900 (lire en ligne)
- Arnaud Ferrand, « Les semailles, imitation d’un sonnet de Prosper Estieu, Lou Terradou, p. 199. », Revue Mont-Segur,‎ annada 07, n°04, avril 1902, p. 61 (lire en ligne)
- Arnaud Ferrand, « Le vieux pâtre, imitation d’un sonnet de Prosper Estieu, Lou Terradou. », Revue Mont-Segur,‎ annada 08, n°07, juillet 1903, p. 112 (lire en ligne)
- Arnaud Ferrand, « Pour la veuve Polycarpe ! (D'après Pierre Véber). », Actes de l'Académie nationale des Sciences, Belles-Lettres et Arts de Bordeaux,‎ 1905, pp. 141-148 (lire en ligne)
- (oc-gascon) Perbosc, Antonin. Ferrand, Arnaud., L' Arada : sonets occitans. Antonin Perbosc ; am un revirament en verses francezes per Arnaud Ferrand (traduction en vers de langue française de l'œuvre d'Antonin Perbosc) (lire en ligne)